# 87B busz (Budapest)
A budapesti 87B jelzésű autóbusz a Kosztolányi Dezső tér és a VÁV (Villamos Állomásszerelő Vállalat) között közlekedett időszakos betétjáratként a reggeli és a délutáni csúcsidőben, néhány indulással. A járatot a Budapesti Közlekedési Vállalat üzemeltette.

## Története
1970. január 5-én 87B jelzésű járatot indítottak a Kosztolányi Dezső tér és a Budaörsi repülőtér között. 1979. december 3-án VÁV-hoz helyezték át a végállomását. 1995. június 30-án megszűnt, de repülőnapi rendezvénykor céljáratként 1999. május 16-án is közlekedett a Budaörsi repülőtérig a korábbi R busz helyett.

## Megállóhelyei
| 0  | Kosztolányi Dezső tér végállomás | 13 | 7, 7A, 7, 12, 14, 40, 41, 41, 53, 72, 86, 86, 87, 87A, 114, 153, 173 19, 49 |
| 1  | Vincellér utca                   | 11 | 12, 41, 87, 87A                                                             |
| 2  | Hollókő utca                     | 10 | 53, 72, 87, 87A                                                             |
| 3  | Ajnácskő utca                    | ∫  | 53, 72, 87, 87A                                                             |
| ∫  | Nagyszőlős utca                  | 9  | 87, 87A                                                                     |
| 4  | Dayka Gábor utca                 | 8  | 40, 41, 53, 72, 87, 87A                                                     |
| 5  | Sasadi út                        | 7  | 40, 41, 41, 53, 72, 87, 87A, 139, 139, 153                                  |
| 5  | Nagyszeben út                    | ∫  | 40, 87, 87A, 153                                                            |
| ∫  | Neszmélyi út                     | 6  | 40, 87, 87A, 153                                                            |
| 6  | Naprózsa utca                    | ∫  | 40, 87, 87A, 153                                                            |
| ∫  | Gazdagréti út                    | 5  | 40, 87, 87A                                                                 |
| 7  | Poprádi út                       | 5  | 40, 87, 87A                                                                 |
| 8  | Keserűvíz-forrás                 | 4  | 87, 87A                                                                     |
| 9  | Örsöddülő                        | 3  | 87, 87A                                                                     |
| 10 | VÁV bekötőút                     | ∫  | 87, 87A                                                                     |
| 12 | VÁV végállomás                   | 0  |                                                                             |